# Goederen en zaken
Goederen en zaken zijn termen die worden gebruikt in het gewone spraakgebruik, maar ook in het burgerlijk recht, meer bepaald het vermogensrecht. Tussen het juridisch taalgebruik in Nederland en in België zijn er zekere verschillen.
Nagenoeg iedereen heeft vermogen. In juridische zin is vermogen het geheel van in geld waardeerbare objecten en rechten (activa) en verplichtingen (passiva) die aan een rechtssubject (natuurlijke persoon of rechtspersoon) toekomt, dat kan positief of negatief zijn.
Het Nederlandse Burgerlijk Wetboek maakt een strikt onderscheid tussen voor menselijke beheersing vatbare stoffelijke objecten (zaken) en vermogensbestanddelen die dat niet zijn (vermogensrechten).
Zowel het Nederlandse als het Belgische Burgerlijk Wetboek omschrijven al deze vermogensbestanddelen samen als goederen. De indeling in twee categorieën, namelijk roerende en onroerende, is echter licht verschillend.

## België

### Roerende en onroerende goederen
Art. 516 BW stelt eenvoudig dat alle goederen roerend of onroerend zijn. Onroerend is wat niet kan worden verplaatst, zoals een stuk grond, maar ook wat daar door bestemming aan verbonden is, zoals het water in een vijver en zelfs de vissen die daarin thuishoren. In tegenstelling tot Nederland horen onroerende vermogensrechten (zie verder), zoals het vruchtgebruik van een huis, ook bij de onroerende goederen.
Roerend uit hun aard zijn alle verplaatsbare zaken (art. 528 BW), bijvoorbeeld meubelen of schepen (een schip is eigenlijk noch roerend, noch onroerend, maar een registergoed; een roerend goed dat door zijn hoge waarde mee wordt opgenomen in het hypotheekregister). Roerend door wetsbepaling zijn alle verbintenissen of vorderingen die betrekking hebben op geldsommen of roerende goederen. Deze categorie van vermogensrechten worden in België dus bij de roerende goederen gerekend terwijl ze in Nederland niet bij de roerende zaken horen.
De bouwstoffen die zijn bijeengebracht om een nieuw gebouw op te trekken, zijn roerend totdat zij door arbeiders in een gebouw zijn verwerkt, zegt artikel 532 BW. Zulke onderscheidingen tussen roerend en onroerend hebben hun belang bij betwistingen over bezit of eigendom en ook bij beslag.

### Registergoederen
In België legt de art. 1 van de Hypotheekwet (Hyp.W.) de verplichting op om alle akten tot overdracht of aanwijzing van onroerende zakelijke rechten, andere dan voorrechten en hypotheken, geheel over te schrijven in een daartoe bestemd register, op het kantoor van bewaring der hypotheken van het arrondissement waar de goederen zijn gelegen. Het Wetboek van bepaalde voorrechten op zeeschepen en diverse bepalingen (ook bekend onder de naam Zeewet) legt een soortgelijke registratieverplichting op voor schepen.

### Specieszaken en genuszaken
In het verbintenissenrecht wordt in het geval van overeenkomsten nog weleens een onderscheid gemaakt tussen specieszaken en genuszaken. Een specieszaak is een unieke of uniek omschreven zaak, terwijl een genuszaak een aanduiding is voor een generieke (niet unieke) zaak.
Een voorbeeld van een specieszaak is het schilderij Mona Lisa; er is er maar eentje van op de hele wereld en een ander schilderij (zelfs een getrouwe kopie) kan niet in de plaats van de Mona Lisa treden. Iemand die zich verbindt om de Mona Lisa te leveren kan die verbintenis niet nakomen door een ander schilderij te leveren. Een voorbeeld van een genuszaak is een Opel Kadett. Iedere individuele Opel Kadett voldoet in dit geval. Indien iemand zich verplicht tot het leveren van een genuszaak kan deze verbintenis worden nagekomen door het leveren van iedere Opel Kadett. Daarentegen is "de Opel Kadett met kenteken GH-KJ-56" een specieszaak, maar "een Opel Kadett met bouwjaar 1974" weer een genuszaak.

### Hoofdzaak en bestanddelen
Bij zaken kan het geschieden dat twee zaken met elkaar worden vermengd zodanig dat hetzij de ene zaak onderdeel is gaan uitmaken van de andere zaak, hetzij dat niet meer valt na te gaan welk gedeelte van de vermengde zaak tot de originele zaken behoorde. In zo'n geval is er meestal een nieuwe zaak ontstaan. Een bekend voorbeeld is van een schipper die een nieuwe motor in zijn sleepboot laat monteren. De motor is nu niet langer een zelfstandige zaak, maar onderdeel geworden van de hoofdzaak (de sleepboot).

### Recht van natrekking
Natrekking is een bijzonder soort eigendomverwerving. Het Belgisch Burgerlijk Wetboek omschrijft twee vormen:
- natrekking op hetgeen door een zaak wordt voortgebracht: de eigenaar van een zaak wordt ook eigenaar van de opbrengst; de eigenaar van de koe wordt ook eigenaar van het kalf.
- natrekking op hetgeen met de zaak wordt verenigd: de eigenaar van de hoofdzaak wordt eigenaar van de toegevoegde bijzaken, meestal mits betaling van een billijke vergoeding, zo bijvoorbeeld wanneer de huurder in het huis een nieuwe badkamer geïnstalleerd heeft.